# قصب السكر الملتوي
قصب السكر الملتوي (الاسم العلمي: Saccharum contortum) هو نوع من النباتات يتبع جنس قصب السكر من الفصيلة النجيلية.